# Bucht von Tibar
Die Bucht von Tibar (Baía de Tibar) liegt an der Nordküste der Insel Timor, die zu den Kleinen Sundainseln gehört.

## Geographie

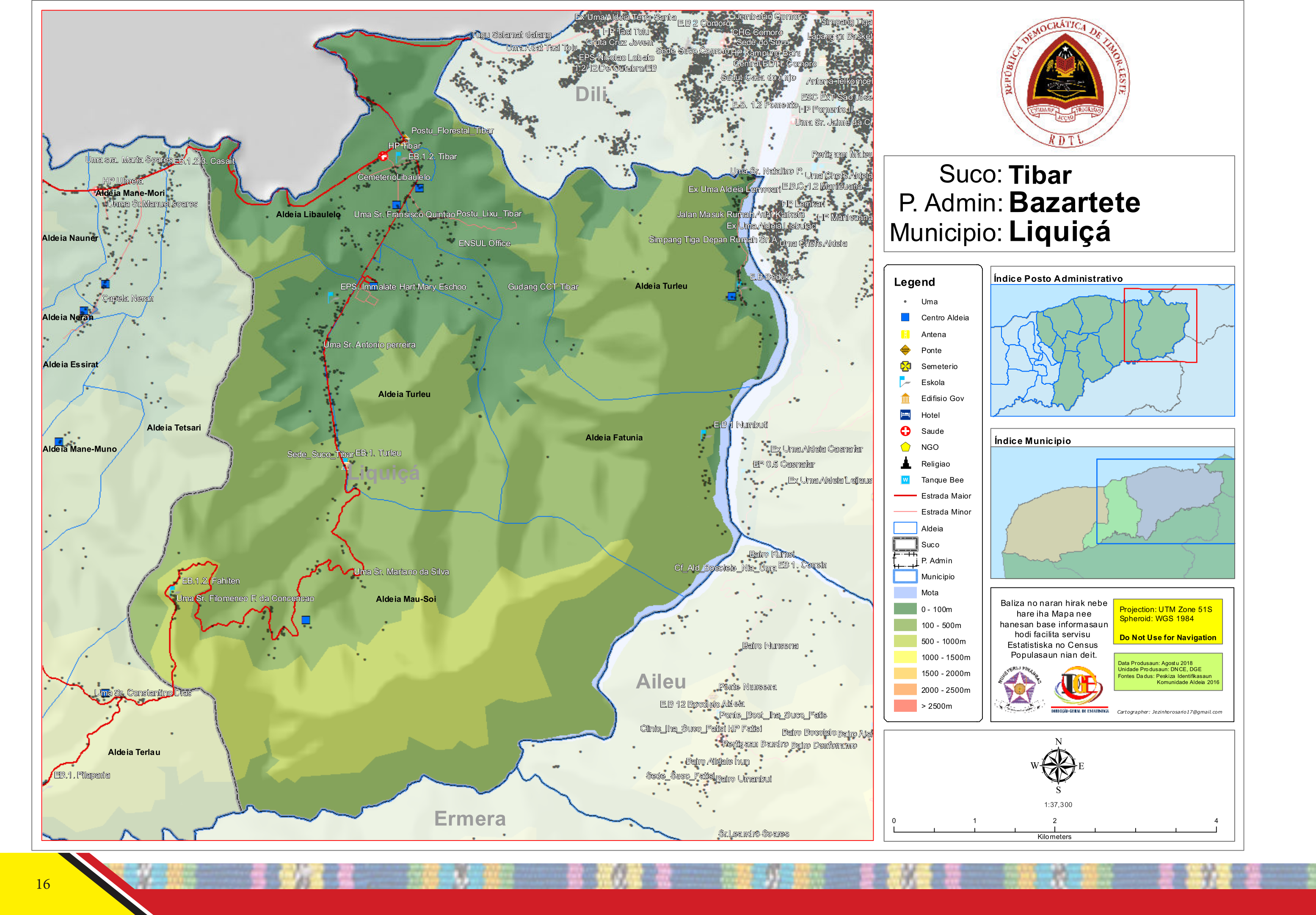
Der Suco Tibar mit der Bucht an der Küste

Die Bucht liegt im äußersten Osten der osttimoresischen Gemeinde Liquiçá im Suco Tibar (Verwaltungsamt Bazartete). Das Ostende der Bucht bildet das Kap Ponta Açoilo. In den Mangrovensumpf am Südufer mündet der Fluss Rihlu. Mangroven finden sich auch am Ostufer, umrahmt von Fischteichen und Salinen. Im Osten liegt der Ort Tibar. Weiter östlich befindet sich die Landeshauptstadt Dili. Die Überlandstraße von Dili nach Vila de Liquiçá führt entlang der Bucht entlang.

## Wirtschaft
Den Westen der Bucht nimmt der neue Hafen von Dili ein, der seit 2022 als Frachthafen für die Landeshauptstadt dient. Traditionell wurde hier Meersalz gewonnen und es gibt Fischteiche.